# Laurence Olivier

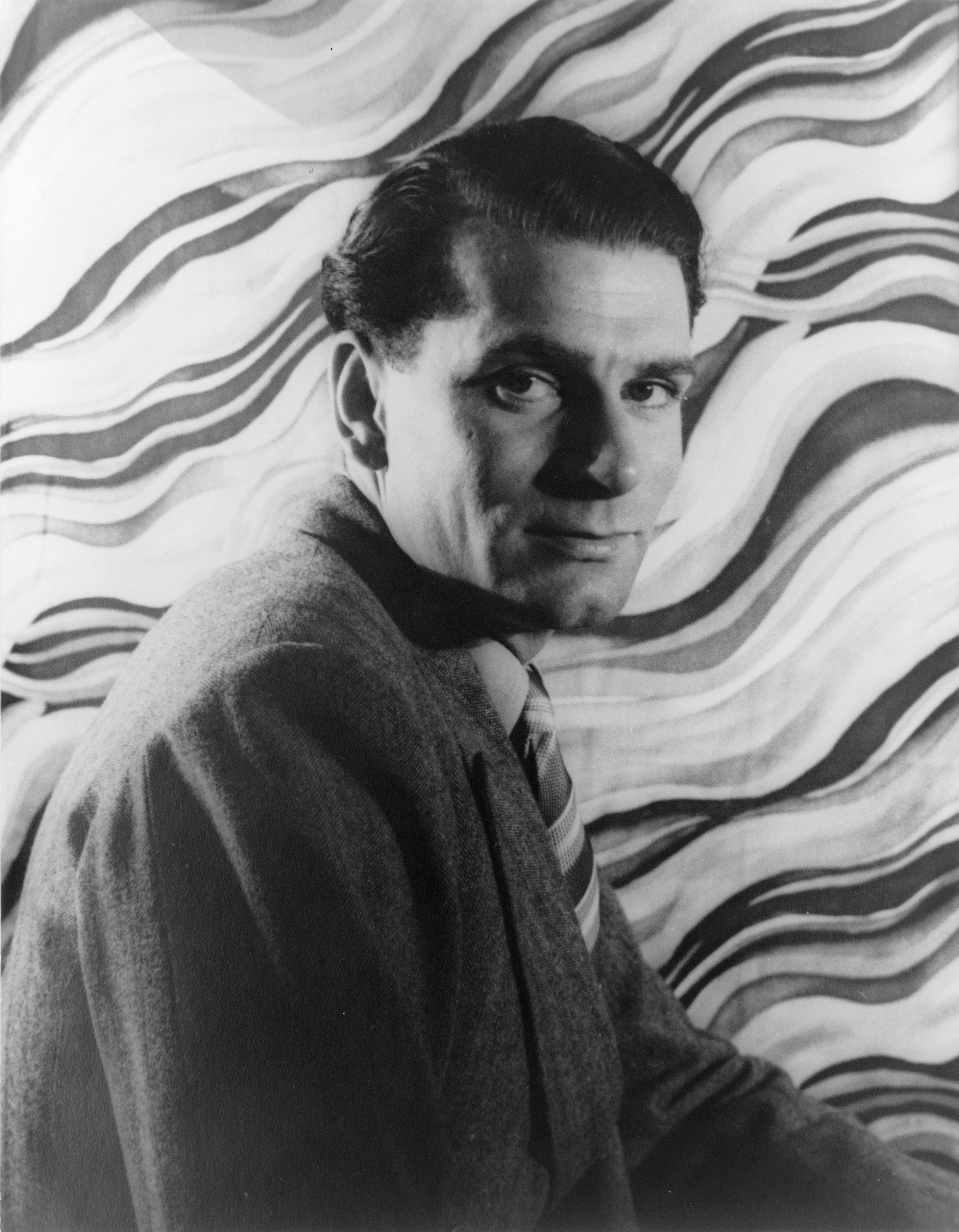
Laurence Olivier 1939-ben

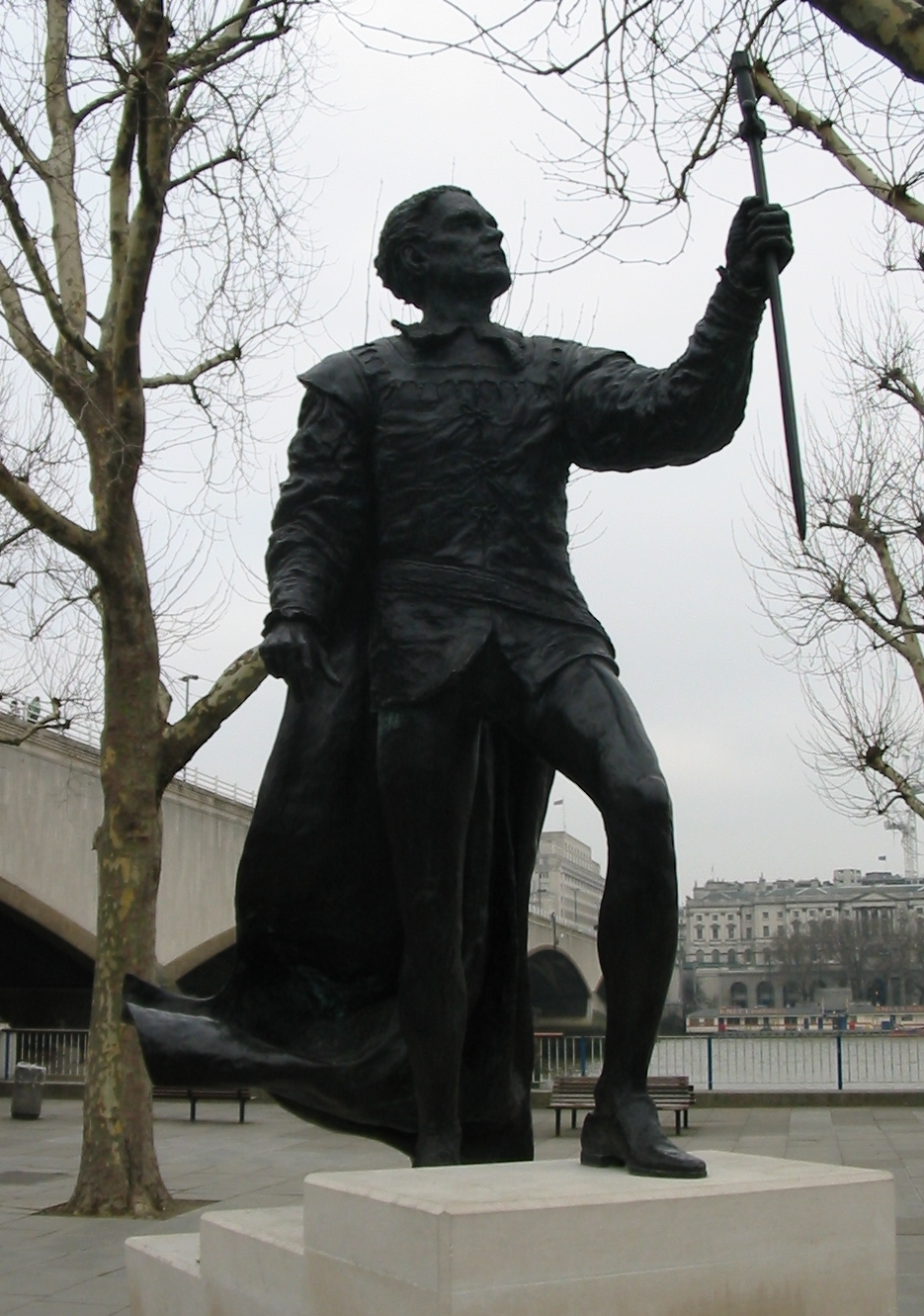
Laurence Olivier szobra Hamlet szerepében, Londonban

Sir Laurence Olivier, teljes születési nevén Laurence Kerr Olivier [ˈlɒrəns ˈkɜːr əˈlɪvieɪ] (Dorking, Surrey, 1907. május 22. – Steyning, West Sussex, 1989. július 11.) Oscar- és kétszeres Golden Globe-díjas angol színész, rendező.

## Élete
Francia hugenotta eredetű családban született 1907. május 22-én. Anglikán pap atyja a színpadra szánta (Részlet Laurence Olivier életrajzi könyvéből: „Ekkor megkérdeztem apámat, hogy mikor mehetek Dickie után Indiába, mire ő azt felelte: Nem mész te sehova, te a színpadra mész.”). Először 1922-ben lépett színpadra A makrancos hölgy Katájaként. 1927-ben már a West Enden játszott, 1931-ben Amerikába hívták próbafelvételre. Első nagy sikerét 1935-ben érte el a Rómeó és Júlia londoni előadásán. 1937-ben az Old Vic társulatához szerződött, itt lett Anglia mindmáig legnagyobb Shakespeare-színésze.
Az 1930-as évek második felétől már Hollywoodban is ismert volt: 1939-ben az Üvöltő szelek című filmben Oscar-díjra jelölték. Több Shakespeare-darabot is filmre vitt, mint például az V. Henriket, Hamletet valamint a III. Richárdot.
1947-ben lovaggá ütötték, 1970-ben – első színészként – bekerült a Lordok Házába.
A szakmai sikerek is újra ráköszöntöttek: Spartacus (1960), Khartoum – a Nílus városa (1966), a Maraton életre-halálra (1976) és A brazíliai fiúk (1978).
A színpadhoz is hű maradt, az Old Vic társigazgatója, majd az újjászerveződő angol Nemzeti Színház első igazgatója volt.
A színészkirály 1989. július 11-én halt meg veseelégtelenségben, temetésén Shakespeare-t olvastak fel, koporsóját Shakespeare művekben szereplő virágokból készült koszorú díszítette, hamvai a londoni Westminster apátságban nyugszanak.

## Magánélete
Első felesége Jill Esmond volt 1930–1940 között. Laurence Olivier és Vivien Leigh barátsága 1937-ben változott szerelemmé, ám mindketten házasok voltak már és egyikük házastársa sem egyezett bele a válásba. 1940-ben végre összeházasodhattak, házasságuk húsz évig tartott, 1960-ban elváltak.
Harmadik házasságát Joan Plowright színésznővel 1961-ben kötötte. Három gyermekük született, Richard, Tamsin és Julie-Kate. Fiuk, Richard rendező lett, a két leány színésznőnek állt. A szülők Olivier haláláig, 1989-ig együtt éltek.

## Filmográfia
- 1930: The Temporary Widow; Peter Bille
- 1931: Sárga passzus (The Yellow Ticket); Julian Rolfe
- 1935: Moscow Nights; Ivan Ignatov kapitány
- 1936: Ahogy tetszik (As You Like It); Orlando
- 1937: Tüzek Anglia felett (Fire Over England); Michael
- 1938: A válóperes leány (The Divorce of Lady X); Everard Logan
- 1938: Üvöltő szelek (Wuthering Heights, magyar mozikban Örökké… címen is); Heathcliff
- 1940: A Manderley-ház asszonya (Rebecca); „Maxim” de Winter
- 1940: Büszkeség és balítélet (Pride and Prejudice); Mr. Darcy
- 1941: Lady Hamilton (That Hamilton Woman); Lord Horatio Nelson
- 1941: A negyvenkilences szélességi fok (49th Parallel); Johnnie, csavargó
- 1943: Túlsó part (The Demi-Paradise); Ivan Kuznyecov
- 1944: V. Henrik (Henry V); V. Henrik angol király; (rendező, színész, forgatókönyvíró, producer, vágó)
- 1948: Hamlet; Hamlet dán királyfi (rendező, színész, forgatókönyvíró)
- 1951: Varázsdoboz (The Magic Box); közrendőr
- 1952: Carrie (Carrie); George Hurstwood
- 1953: Koldusopera (The Beggar’s Opera); Bicska Maxi (MacHeath)
- 1955: III. Richárd (Richard III); III. Richárd angol király; (rendező, színész)
- 1957: A herceg és a színésznő (The Prince and the Showgirl, más magyar címe A herceg és a táncosnő); a régens (rendező, színész)
- 1959: Az ördög tanítványa (The Devil’s Disciple); Bourgoyne tábornok
- 1959: Az ördög sarkantyúja (The Moon and Sixpence); Charles Strickland
- 1960: A komédiás (The Entertainer); Archie Rice
- 1960: Spartacus (Spartacus); Crassus
- 1962: A tárgyalás (Term of Trial); Graham Weir
- 1965: Bunny Lake hiányzik (Bunny Lake Is Missing); Newhouse főfelügyelő
- 1965: Othello (Othello); Othello
- 1965: Khartoum – A Nílus városa (Khartoum); a Mahdi
- 1968: Rómeó és Júlia (Romeo and Juliet); Montague úr
- 1968: A halász cipője (The Shoes of the Fisherman); Pjotr Iljics Kamenyev miniszterelnök
- 1969: Ó, az a csodálatos háború (Oh! What a Lovely War); Sir John French tábornagy
- 1969: Haláltánc (The Dance of Death); Edgar
- 1969: Angliai csata (Battle of Britain); Sir Hugh Dowding légimarsall
- 1970: Copperfield Dávid (David Copperfield); Mr. Creakle
- 1970: A három nővér (Three Sisters); Dr. Ivan Csebutikin; (színész, rendező)
- 1971: Cárok végnapjai (Nicholas and Alexandra); De Witte gróf
- 1972: A mesterdetektív (Sleuth); Andrew Wyke
- 1973: A velencei kalmár (The Merchant of Venice); Shylock
- 1973–1974: The World at War, tévé-dokumentumfilmsorozat; narrátor
- 1975: Szerelem a romok között (Love Among the Ruins), tévéfilm; Sir Arthur Glanville-Jones
- 1976: Maraton életre-halálra (Marathon Man); Szell
- 1976: A hétszázalékos megoldás (The Seven-Per-Cent Solution); James Moriarty professzor
- 1976: Macska a forró bádogtetőn (Cat on a Hot Tin Roof); Big Daddy
- 1977: A názáreti Jézus (Jesus of Nazareth); Nikodémusz
- 1977: A híd túl messze van (A Bridge Too Far); Dr. Spaander
- 1977: Gyere vissza, kicsi Shéba! (Come Back, Little Sheba); Doc
- 1978: A Betsy (The Betsy); Loren Hardeman
- 1978: A brazíliai fiúk (The Boys from Brazil); Ezra Lieberman
- 1979: Egy kis romantika (A Little Romance); Julius
- 1979: Drakula (Dracula); Abraham Van Helsing professzor
- 1980: Jazzénekes (The Jazz Singer); Cantor Rabinovitch
- 1981: Titánok harca (Clash of the Titans); Zeusz
- 1981: Utolsó látogatás (Brideshead Revisited), tévé-minisorozat; Lord Marchmain
- 1983: Lear király (King Lear); tévéfilm; Lear király
- 1983: Mr. Halpern és Mr. Johnson (Mr. Halpern and Mr. Johnson); Joe Halpern
- 1983: A hazárdőr (The Jigsaw Man); Sir Gerald Scaith admirális
- 1981–1983: Wagner; Pfeuffer úr
- 1984: Tehetséges gyilkos (A Talent for Murder); Dr. Anthony Wainwright
- 1984: A Bounty (The Bounty); Hood admirális
- 1985: Vadlibák 2: Rudolf Hess elrablása (Wild Geese II); Rudolf Hess
- 1986: Nagy Péter (Peter the Great), tévé-minisorozat;  III. (Orániai) Vilmos
- 1989: War Requiem, film-oratórium; öreg katona

## Magyarul megjelent művei
- Laurence Olivier. Egy színész vallomásai, Emlékezések sorozat; fordította Prekop Gabriella, Budapest: Európa Kiadó (1985)

## Díjai
- New York-i Filmkritikusok díja (1946, 1948, 1973)
- Arany Oroszlán díj (Gran Premio Internazionale di Venezia, 1948)
- Oscar-díj (1949)
- Golden Globe-díj (1949, 1977, 1983)
- Kinema Jumpo-díj (1949)
- BAFTA-díj (1956, 1970)
- Jussi-díj (1957)
- David di Donatello-díj (1957, 1973)
- a Karlovy Vary-i Nemzetközi Filmfesztivál díja (Křišťálový glóbus, 1960)
- Emmy-díj (1960, 1973, 1975, 1982, 1984)
- Arany Málna díj (1981, 1983)